# تشيلسي موسم 2001–02
كان موسم 2001–02 هو الموسم التنافسي الـ88 لتشيلسي، والموسم العاشر على التوالي في الدوري الإنجليزي الممتاز والعام الـ96 له كنادي.